# Patryk Łaba
Patryk Łaba (ur. 30 lipca 1991 w Jaśle) – polski siatkarz, grający na pozycji przyjmującego. 
Ukończył studia na kierunku mechanika i budowa maszyn. W 2015 roku uzyskał dyplom inżyniera na Akademii Górniczo-Hutniczej.

## Sukcesy klubowe

### juniorskie
Akademickie Mistrzostwa Polski:
- 2013

### seniorskie
I liga:
- 2021

Puchar Polski:
- 2024[8]

PlusLiga:
- 2024[9], 2025[10]

Superpuchar Polski:
- 2024[11]

Liga Mistrzów:
- 2025[12]

## Nagrody indywidualne
- 2020: MVP I ligi w sezonie 2019/2020[13]